# Rotterdam-Rijn Pijpleiding Maatschappij
De N.V. Rotterdam-Rijn Pijpleiding Maatschappij (RRP) werd op 3 april 1958 als een joint venture opgericht door een aantal oliemaatschappijen. RRP exploiteert twee pijpleidingen voor het vervoer van olie van de haven van Rotterdam naar raffinaderijen in het Rijn-Ruhrgebied in Duitsland.

## Bedrijfsactiviteiten
In 1960 werd het systeem voor het transport van ruwe aardolie in bedrijf genomen en in 1968 is daar een pijpleiding voor olieproducten bijgekomen.
RRP exploiteert twee pijpleidingen met een totale lengte van 475 kilometer.
- De hoofdleiding voor ruwe olie is 176 kilometer lang en loopt van Rotterdam Europoort naar Venlo. Deze leiding heeft een diameter van 91 centimeter (36 inch). De capaciteit is ongeveer 3.000 m³ per uur ofwel 22 miljoen ton per jaar. In Venlo wordt de olie in tanks, met een totale capaciteit van 210.000 m³, opgeslagen. Vanaf Venlo splitst de leiding in een noordelijke en zuidelijke tak. De pijp naar het noorden heeft een lengte van 43 kilometer en heeft de raffinaderij van Ruhr Oel bij Gelsenkirchen als eindbestemming. Naar het zuiden stopt de leiding bij de Rheinland raffinaderij van Shell Deutschland, een afstand van 103 kilometer.
- De tweede leiding is voor het transport van olieproducten zoals benzine, nafta, diesel, gasolie en kerosine. Deze heeft een lengte van 153 kilometer en loopt van Pernis naar de grens bij Venlo. Per uur kan 2.000 m³ aan producten worden verpompt of zo'n 12 miljoen ton per jaar. Bij de grens sluit de leiding aan op het pijpleidingsysteem van de Duitse pijpleiding maatschappij Rhein-Main-Rohrleitungstransportgesellschaft mbH (RMR), die de olieproducten vanaf de grens verder vervoert naar het zuiden van Duitsland.

De belangrijkste aandeelhouders van RRP zijn (per 1 juni 2011):
- Shell Petroleum N.V.: 45,6%
- Ruhr Oel GmbH: 22,2%
- BP Olex Fanal Mineralöl GmbH: 22,2%
- Shell Deutschland Oil GmbH: 10%

Bron: Website RRP